# Coenosia vibrissata
Coenosia vibrissata är en tvåvingeart som beskrevs av Collin 1953. Coenosia vibrissata ingår i släktet Coenosia och familjen husflugor. Inga underarter finns listade i Catalogue of Life.